# Internationale Verein Freundinnen junger Mädchen
Internationaler Verein Freundinnen junger Mädchen (FJM) eller Der Internationale Verein Freundinnen junger Mädchen (Engelska: International Union of Friends of Young Women) är en internationell förening, grundad 1877. 
År 1877, i Genève i Schweiz, hölls den första internationella kongressen för abolitionister ("abolitionist" stod här för motståndare till vit slavhandel). Kongressen organiserades av pionjärorganisationen för bekämpande av vit slavhandel, International Abolitionist Federation. 
Efter mötet bildades Internationale Verein Freundinnen junger Mädchen (FJM) i Neuchâtel under ordförandeskap av Marie Humbert-Droz. 
En nationell schweizisk avdelning bildades av FJM 1886, kallad Verein Freundinnen junger Mädchen på tyska och Amies de la jeune fille (AJF) på franska. Ytterligare en nationell förening, Freundinnenverein, bildades i Tyskland. 
FJM motarbetade den vita slavhandeln genom att identifiera och ta hand om ensamma flickor som kom till staden för att söka arbete, och hjälpte dem med bostad och arbete, då de var i fara att råka ut för sexhandeln. 
Efter 1945 fokuserade de främst på att ordna au pair-positioner, och så småningom att erbjuda stöd till främlingar, äldre personer eller personer som verkade behöva hjälp i kollektivtrafiken. 1999 döpte den schweiziska delen av FJM om till Compagna och flyttade sitt huvudkontor till Luzern.